# Ian Parrott
Pour les articles homonymes, voir Parrott.
Ian Parrott (5 mars 1916 – 4 septembre 2012) est un compositeur et musicologue anglo-gallois. Il a reçu plusieurs prix, parmi lesquels, le premier prix de la  Royal Philharmonic Society pour son poème  symphonique Luxor. Parrott a reçu entre autres des commandes de la BBC et de l’Université Yale, et composé pour nombre de grands interprètes  britanniques. En 1958, son concerto pour cor anglais a été créé au festival de Cheltenham, et en 1963, son concerto pour violoncelle fut créé par William Pleeth et le Hallé Orchestra – ces deux concertos étaient dirigés par Sir John Barbirolli.

## Biographie
Ian Parrott est né dans le quartier de Streatham à Londres, en 1916. Il étudie d’abord au Royal College of Music. Il est ensuite élève du  New College à Oxford, de 1934 à 1937, où il apprend l’alto avec André Mangeot, et obtient son diplôme en 1940. Durant la guerre, il est incorporé dans le  Royal Corps of Signals, qui le mène en Égypte.
Après la guerre, Parrott devient conférencier à l’université de Birmingham  de 1946 à 1950. À partir d’environ 1951, les compositions de Parrott sont largement influencées par les paysages et la culture du Pays de Galles, lorsqu’il est nommé président de la chaire de Musique à Aberystwyth, poste qu'il occupe jusqu’à sa retraite en 1983.
En 1955, Parrott est un des membres fondateurs  de la Confrérie pour la Promotion de la Musique du Pays de Galles. La même année, il fait revivre le Festival de musique de Gregynog, dirigé depuis ses débuts en 1933 - et ce jusqu’en 1938 - par les mécènes Gwendoline et Margaret Davies. Cette activité s'achève en 1961, mais le festival renaît une nouvelle fois en 1988, et se poursuit aujourd’hui.
Parmi les écrits de Parrott,  figure The Spiritual Pilgrims, un ouvrage sur les sœurs Davies. Il a aussi écrit un livre sur Edward Elgar paru dans la collection Master Musicians. Reconnu comme un éminent connaisseur d’Elgar, Parrott est nommé vice-président de la Société Elgar  en 1973. Il fut aussi vice-président de la Société  Peter Warlock. Parrott a par ailleurs écrit une étude sur la musique de piano de Cyril Scott. En 1994, il publie The Crying Curlew pour le centenaire de la naissance de Peter Warlock. Son autobiographie Parrottcisms est parue en 2003. Il est décédé à Aberystwyth, et ses obsèques ont eu lieu en l’église St Padarn de  Llanbadarn Fawr, où en 1985, il avait fait don d’un vitrail intitulé « Musique de louanges au Seigneur ».
Parrott a composé cinq symphonies, quatre opéras et de nombreuses pièces de musique de chambre.

## Choix d’œuvres

### Scénique
- The Black Ram, Opéra en 2 actes (1957) ; livret de Idris Bell ; texte gallois de T. H. Parry-Williams
- Once Upon a Time, Opéra (1959)

### Orchestrale
- Pensieri, pour orchestre à cordes (1950)
- Family Prelude and Fugue, pour cordes et piano (1958)
- Symphonie No. 2 (1960)
- Symphonie No. 3
- Partita (1967)
- Harrow March (1970)
- Homage to Two Masters (1970)
- Reaching for the Light pour orchestre de chambre (1971)
- El Alamein, Prélude symphonique
- Fanfare Overture
- Luxor, poème symphonique
- Romeo and Juliet, Ouverture solennelle
- Seithenin, Ouverture de concert
- Suite of Four Shakespeare Dances
- Three Moorish Princesses
- Variations sur un thème de Dufay
- Y fair (Suite Three Ladies)

Orchestre à vent
- Land of Song, Fantaisie sur des mélodies galloises (1969)

### Concertante
- Concerto pour cor anglais et orchestre (1958)
- Concerto breve pour violoncelle et orchestre (1963)
- Concerto pour trombone et orchestre d’harmonie (1968)
- Concertino (1973)
- Concerto pour piano et orchestre
- Prélude et Valse pour flûte à bec ou flûte, et orchestre à cordes
- Sinfonia Concertante pour flûte à bec, violon seul, orchestre à cordes et percussion
- Suite pour violon et orchestre

### Musique de chambre
- Menuet pour hautbois et piano (1950)
- Aquarelle pour clarinette ou alto et piano (1952)
- Welsh Airs, Arrangements pour 2 flûtes à bec avec piano ou harpe ad libitum (1955)
- Quatuor à cordes No. 2 (1955)
- Quatuor à cordes No. 3
- Septuor 1962 pour flûte, clarinette, 2 violons, alto, violoncelle et  piano (1962)
- Quatuor à cordes No. 4 (1963)
- Pantglas pour violon et piano (1967)
- Two Dances pour flûte et piano (1969)
- Fresh about Cook Strait,  Quintette à vent No. 2 pour flûte, hautbois, clarinette, cor et basson (1970)
- Devil's Bridge Jaunt, pour violoncelle et piano (1974)
- Fanfare and March pour 2 trompettes, trombone et tuba (1976)
- Gleaming Brass, pour 2 trompettes, (ou cornets), cor, trombone et tuba (1977)
- Rhapsody pour trompette et orgue (1977)
- Fantasy-Sonata pour clarinette et piano (1982)
- Kaleidoscope pour violon, violoncelle et piano (1985)
- Duetto pour violon  et alto (1986)
- Autumn Landscape pour hautbois et piano (1987)
- Duo pour 2 guitares (1988)
- Fun Fugato and Awkward Waltz pour basson et  piano (1989)
- Arabesque and Dance pour flûte et piano (ou flûte à bec et clavecin) (1990)
- Fantasising on a Welsh Tune: Dygan Caerws, trio pour flûte à bec ou flûte, hautbois et piano (1995)
- Portraits pour flûte à bec ou flûte et piano (1999)
- Rondo giocoso pour basson et piano (1999)
- Dialogue and Dance pour flûte à bec et orgue (2002)
- The Choral Preludes pour violoncelle et piano

Harpe
- Ceredigion, 3 Pièces avec Interludes (1962)
- Soliloquy and Dance (1974)

Orgue
- Toccata en ut majeur (1965)
- Suite [No. 1] (1977)
- Suite No. 2 (1986)

Piano
- Betinka, Romance (1940)
- Fantasy and Allegro pour 2 pianos (1946)
- Theme and Six Variants (1947)
- Westerham, Rhapsodie(1948)
- Aspects (1975)
- Fantasy (1986)
- Theme from a Symphony pour piano à quatre mains (1986)

Vocale
- I heard a linnet courting pour voix et piano (1948) ; texte de Robert Bridges
- In Phaeacia pour voix haute et piano (1948) ; texte de James Elroy Flecker
- Leaves pour voix et piano (1949) ; texte de Elizabeth Ward
- Dafydd y gareg wen  pour voix et piano (1969)
- Flamingoes pour voix medium et piano (1973) ; texte de Jane Wilson
- Two Thoughtful Songs pour voix haute et piano (1977) ; texte de William Blake et Gerard Manley Hopkins
- No Complaints pour voix et piano (1984)
- Eastern Wisdom, 3 chants pour voix et petit orchestre (1987) ; texte de Luo Yin, Rabindranath Tagore et de  Ecclesiasticus
- Song of Joy pour voix et piano (1988)
- Aphorisms and Arias of Death and Life pour soprano, baryton et piano (1996)
- Nothing like Grog pour voix et piano

Chorale
- Psaume 91 pour basse solo, chœur, demi-chœur et orchestre (1946) ; Biblical words
- Carol plygain (Dawn Carol) pour chœur mixte et piano (1958)
- Can mewn bar salwn (Song in a Saloon Bar), chant à plusieurs voix, pour voix d’hommes (ténor, baryton, 2 basses) et piano (1963) ; texte de A. S. J. Tessimond ; texte gallois de T. H. Parry-Williams
- The Song of the Stones of Saint David's pour chœur et orgue (1968)
- Offeren yn arddull canu gwerin (Welsh Folk-Song Mass) pour chœur à l’unisson, orgue ou piano et percussion (1974)
- Surely the Lord Is in This Place, Introit pour chœur mixte a cappella (1977)
- Money Talks pour chœur d’hommes et piano (1978) ; texte de A. S. J. Tessimond ; traduction galloise de T. H. Parry-Williams
- My Cousin Alice pour soprano, ténor, chœur mixte, piano et bande son en option  d’oiseaux d’Amérique du Nord (1982)
- Anthem of Dedication pour chœur mixte et orgue (1985)
- The Christ Child (The "Mother Christmas" Carol) pour chœur mixte avec piano ou orgue (1987) ; texte de Barbara Bonner-Morgan
- My Sweetheart's Like Venus, chant folklorique gallois, arrangement pour baryton solo et chœur mixte (1987)
- Master Hughes of Saxe-Gotha (An Unknown Musician) pour chœur mixte et piano (1987) ; texte de Robert Browning
- Magnificat and Nunc dimittis, réglage pour voix aigües et orgue (1987)
- Adam lay y bounden pour voix à l’unisson et piano ou orgue (1990)
- Arglwydd ein Iôr ni (O! Lord Our Sovereign), Psaume 8 pour chœur mixte a cappella (1993)

## Récompenses
- 1977 : récompense John Edwards Memorial Award de la Guild for the Promotion of Welsh Music;
- 1994 : le premier récipiendaire du prix Glyndŵr Award pour sa contribution exceptionnelle aux Arts du Pays de Galles.

## Sources
- (en) Cet article est partiellement ou en totalité issu de l’article de Wikipédia en anglais intitulé « Ian Parrott » (voir la liste des auteurs).
- Notices d'autorité :   - VIAF
  - ISNI
  - BnF (données)
  - IdRef
  - LCCN
  - GND
  - Pays-Bas
  - Israël
  - NUKAT
  - Norvège
  - WorldCat
- Notice dans un dictionnaire ou une encyclopédie généraliste :   - Dictionary of Welsh Biography
- Ressources relatives à la musique :   - Discogs
  - Grove Music Online
  - MusicBrainz
  - Muziekweb
  - Operone